# TF1 Séries Films
TF1 Séries Films (anteriormente HD1) é um canal de televisão francês, controlado pelo Groupe TF1. O HD1 iniciou suas transmissões na televisão digital terrestre francesa, satélite e xDSL em 12 de dezembro de 2012.

## História

### Novos canais TNT propostos
Com o desligamento analógico, o Groupe TF1 inicialmente planejava lançar um novo canal na língua bretã chamado TV Breizh, que seria chamado de "tv-b". Logo depois, Bruxelas ordenou a venda dos novos canais por empresas de televisão analógicas, como  Groupe TF1, Canal+ Groupe e Groupe M6. Os planos para o lançamento da TV Breizh foram abandonados.

### HD1
Em março de 2012, o Conselho Superior do Audiovisual (CSA) concedeu ao Groupe TF1 um novo canal de televisão na televisão digital terrestre francesa. Este canal se tornaria o sexto canal nacional em Alta Definição. O Groupe TF1 escolheu o nome para o canal HD1, que significa o canal de todas as narrativas.
Em 27 de março de 2012, o CSA confirmou que o HD1 seria um canal em alta definição. O acordo foi assinado em 6 de julho de 2012.

## Identidade visual

### Logotipos
O logotipo inicial do HD1 apareceu pela primeira vez no aparecimento do CSA em 14 de março de 2012. O logotipo consistia em um círculo com o texto 'HD1' no centro. O logotipo foi apresentado em várias cores, incluindo vermelho, verde claro e azul.
No entanto, em novembro de 2012, um novo logotipo foi exibido antes do lançamento do canal. Essa nova identidade visual difere da anterior, em que o círculo foi removido e o texto agora é azul com o texto em letras maiúsculas e com uma ligadura.

Logo HD1 de 12 de dezembro de 2012 a 29 de janeiro de 2018.
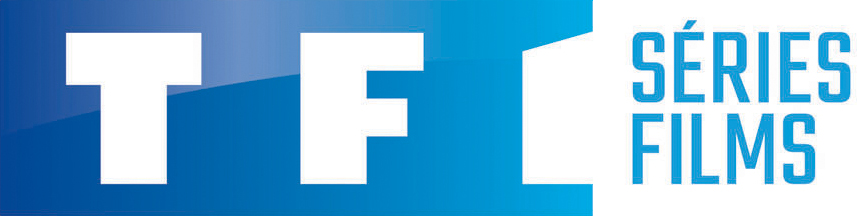
Logo da TF1 Séries Films desde 29 de janeiro de 2018.

### Slogans
- De 12 de dezembro de 2012 a 29 de janeiro de 2018: « Toutes les histoires sont sur HD1 ».
- A partir de 29 de janeiro de 2018: La chaîne 100% séries et films.

## Programação

### Séries
- 2 Broke Girls
- 666 Park Avenue
- The A-Team
- Alarm für Cobra 11 – Die Autobahnpolizei
- Army Wives
- Brothers & Sisters
- Chase
- Clem
- Code barge
- Covert Affairs
- Doctor's Diary
- Downton Abbey
- Eastwick
- Eli Stone
- ER
- FlashForward
- The Forgotten
- Fritkot
- Gooische Vrouwen
- Gossip Girl
- Julie Lescaut
- Karen Sisco
- Law & Order: LA
- Lipstick Jungle
- Miami Medical
- L'Hôpital
- House, M.D.
- Pan Am
- Parenthood
- Paris enquêtes criminelles
- Privileged
- R.I.S, police scientifique
- Rosemary's Baby
- Seconde Chance
- Silk Stalkings
- Smash
- Sous le soleil
- Suburgatory
- 'Til Death
- V (2009)
- Who's the Boss?

### Telefilmes
- A.D. La guerre de l'ombre
- Au bas de l'échelle
- Facteur chance
- Hold-up à l'italienne
- Joseph
- L'Ombre du Mont-Saint-Michel
- Le Monsieur d'en face
- Les Fauves
- Ni vu, ni connu
- La vengeance de Veronica

## Organização

### Dirigentes
Presidente :
- Fabrice Mollier : desde 2012

Diretor Geral da TF1 Séries Films :
- Céline Nallet : desde 2012

### Capital
TF1 Séries Films pertence 100% ao Groupe TF1.

### Localização
A localização da TF1 Séries Films está localizada na Torre TF1, edifício localizado na cidade de Boulogne-Billancourt, no departamento de Hauts-de-Seine.

## Audiências

### Registro de audiência
O registro de audiência do canal ocorreu no domingo, 24 de abril de 2016 às 20h50, a HD1 exibiu o filme La Vengeance no Peau, o filme atraiu 872 mil telespectadores com 3,6% de share.

### Públicos mensais
|      | Janeiro | Fevereiro | Março | Abril | Maio  | Junho | Julho | Agosto | Setembro | Outubro | Novembro | Dezembro | Média anual |
| ---- | ------- | --------- | ----- | ----- | ----- | ----- | ----- | ------ | -------- | ------- | -------- | -------- | ----------- |
| 2012 |         |           |       |       |       |       |       |        |          |         |          | 0,5 %    | 0,5 %       |
| 2013 | 0,5 %   | 0,5 %     | 0,5 % | 0,6 % | 0,6 % | 0,6 % | 0,5 % | 0,7 %  | 0,7 %    | 0,7 %   | 0,7 %    | 0,7 %    | 0,6 %       |
| 2014 | 0,9 %   | 0,9%      | 0,8 % | 1,0 % | 1,0 % | 1,0 % | 1,0 % | 1,0 %  | 0,9 %    | 0,9 %   | 1,0 %    | 1,0 %    | 0,9 %       |
| 2015 | 1,0 %   | 1,1 %     | 1,1 % | 1,2 % | 1,2 % | 1,3 % | 1,2 % | 1,2 %  | 1,3 %    | 1,3 %   | 1,2 %    | 1,4 %    | 1,2 %       |
| 2016 | 1,3 %   | 1,4 %     | 1,4 % | 1,9 % | 1,9 % | 1,9 % | 1,9 % | 2,1 %  | 1,9 %    | 2,0 %   | 2,0 %    | 1,9 %    | 1,8 %       |
| 2017 | 1,9 %   | 2,0 %     | 1,9 % | 1,9 % | 1,9 % | 2,0 % | 2,2 % | 2,2 %  | 1,7 %    | 1.7 %   | 1,6 %    | 1,7 %    | 1,9 %       |
| 2018 | 1,8 %   |           |       |       |       |       |       |        |          |         |          |          | 1,8 %       |

Fonte: Médiamétrie
Legenda :
Fundo verde : máximo histórico
Fundo vermelho : mínimo histórico